# James A. Byrne

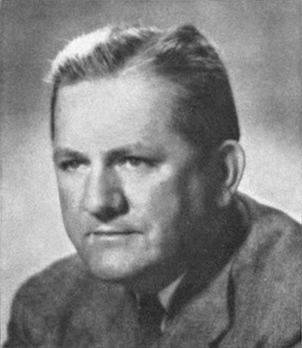
James A. Byrne (1971)

James Aloysius Byrne (* 22. Juni 1906 in Philadelphia, Pennsylvania; † 3. September 1980 ebenda) war ein US-amerikanischer Politiker. Zwischen 1953 und 1973 vertrat er den Bundesstaat Pennsylvania im US-Repräsentantenhaus.

## Werdegang
James Byrne besuchte die öffentlichen Schulen seiner Heimat und danach das Saint Joseph’s College, ebenfalls in Philadelphia. Zwischen 1937 und 1950 war er unter anderem als Bestattungsunternehmer tätig. Von 1934 bis 1939 arbeitete er in der Bezirksverwaltung in der Abteilung für Lebensstatistiken. Von 1940 bis 1943 war er zunächst stellvertretender und zwischen 1943 und 1945 eigentlicher US Marshal für den östlichen Distrikt von Pennsylvania. Zwischen 1945 und 1950 arbeitete Byrne auch für das Finanzministerium seines Staates. Politisch war er Mitglied der Demokratischen Partei. Im Juni 1936 nahm er als Delegierter an der Democratic National Convention in Philadelphia teil, auf der Präsident Franklin D. Roosevelt zur Wiederwahl nominiert wurde. In den Jahren 1951 und 1952 saß er als Abgeordneter im Repräsentantenhaus von Pennsylvania.
Bei den Kongresswahlen des Jahres 1952 wurde Byrne im dritten Wahlbezirk von Pennsylvania in das US-Repräsentantenhaus in Washington, D.C. gewählt, wo er am 3. Januar 1953 die Nachfolge des Republikaners Hardie Scott antrat. Nach neun Wiederwahlen konnte er bis zum 3. Januar 1973 zehn Legislaturperioden im Kongress absolvieren. In seine Zeit als Abgeordneter fielen unter anderem der Vietnamkrieg und die Endphase der Bürgerrechtsbewegung. Im Jahr 1972 verlor er in den Vorwahlen seiner Partei gegen William J. Green, der dann auch die eigentliche Wahl gewann.
Nach dem Ende seiner Zeit im US-Repräsentantenhaus ist James Byrne politisch nicht mehr in Erscheinung getreten. Er starb am 3. September 1980 in Philadelphia.